# Elektor (historia)

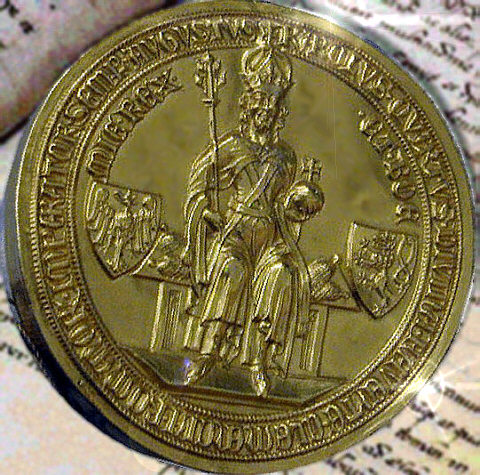
Pieczęć Złotej Bulli Karola IV

Elektor – od XIII do XIX wieku tytuł niektórych książąt niemieckich uprawnionych do wyboru króla. Na mocy Złotej Bulli Karola IV Luksemburskiego z 1356 tytuł elektora przysługiwał królowi Czech, arcybiskupom Kolonii, Moguncji i Trewiru, księciu Saksonii, margrabiemu Brandenburgii i palatynowi reńskiemu (łącznie siedmiu elektorów).